# Муттабурразавр
Муттабурразавр (лат. Muttaburrasaurus) — рід птахотазових динозаврів інфраряду орнітоподів родини ігуанодонтидів з одним відомим видом — Muttaburrasaurus langdoni. Свою назву він дістав на честь містечка Муттабурра в Австралії, де було уперше знайдено його рештки, які утворюють майже повний скелет. Травоїдний муттабурразавр, споріднений вид до камптозавра та ігуанодона, жив у місцевості, яка нині є північно-східною частиною Австралії, від 100 до 98 млн років тому під час Рання крейда|раннього крейдяного періоду. Після динозавра виду Мінмі він є найбільш відомим і вивченим видом динозаврів зі знайдених в Австралії.

## Виявлення
Уперше був описаний по знайденому Дагом Лангдоном в 1963 році біля Муттабурри скелету, що і дало ящерові його назву. Ящір був названий повністю Muttaburrasaurus langdoni в 1981 році доктором Аланом Бартоломеєм і Ральфом Молнаром, які таким чином ушанували пам'ять науковця-першовідкривача.
Декілька зубів було виявлено на північ від первинного місця знахідки, біля містечка Хьюенден і на південь біля містечка Лайтнінг-Рідж, на північному заході Нового Південного Уельсу. Нарешті, череп, відомий як «Череп Данлус», був виявлений Джоном Стюартом-Муром і чотирнадцятирічним Робертом Уолкером на станції Данлус, між Х'юенденом і Річмондом в 1987 році.

## Будова

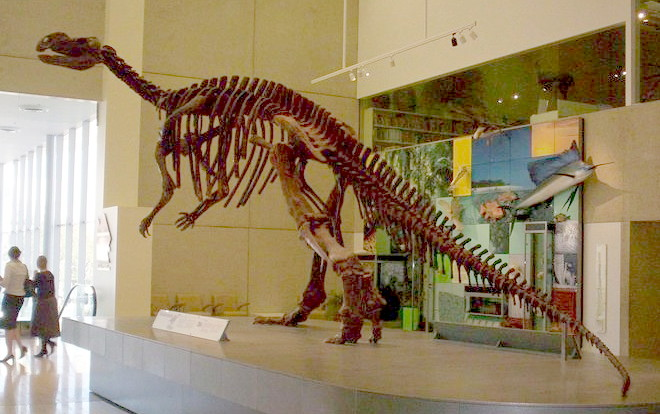
Закріплений скелет

По своїй будові муттабурразаври були схожі з іншими ігуанодонтидами — ігуанодонами. У них також були три середні пальці об'єднані подушечкою, зручною при ходінні, і шпичак на великому пальці. Дуже потужні щелепи були усаджені гострими зубами з різальними краями. Можливо, основу харчового раціону муттабурразаврів складали дерева саговники. Муттабурразаври, що досягали 8 м завдовжки й важили до 2,8 тонни, пересувалися на чотирьох ногах, але були здатні підійматися на дві ноги, щоб дістати листя. Череп цього динозавра мав збільшене порожнисте опукле рило, яке, можливо, служило резонатором. Припускається, що муттабурразаври могли видавати різкі трубні звуки. Проте, оскільки ніяких м'яких тканин не залишилися, це є лише припущенням. Над ніздрями у нього був випнутий наріст. Можливо, він служив для захисту голови під час нападу хижака, також існує припущення, що за розміром цього виросту можна було відрізнити самців від самок (наприклад, у самця він міг бути більше). Вид також відрізнявся довгим, до 15 см, гострим пальцем.

## У культурі
Відновлені скелети муттабурразаврів і їхні фрагменти поміщені до музеїв, у тому числі квінслендського музею і Національного музею Динозавра в Австралії. Муттабурразаври були показані в п'ятому епізоді телевізійного серіалу «Прогулянки з динозаврами», в одному з епізодів передачі каналу «Discovery Science» «Коли на Землі царювали динозаври», а також в мультиплікаційному фільмі 1995 року «Земля до Початку Часів 3: У пошуках Води».